# Czyszczenie broni palnej
Czyszczenie broni palnej – usuwanie zanieczyszczeń, które gromadzą się na  wewnętrznych i zewnętrznych częściach broni palnej.
Zanieczyszczeniami jest rdza oraz pozostałości osadu gazów prochowych, które gromadzą się po strzelaniu. Celem czyszczenie jest zapewnienie  prawidłowego działania broni oraz przedłużenia czasu jej eksploatacji. Obejmuje ono wyczyszczenie przewodu lufy, części mechanizmów, powierzchni łoża, komory zamkowej itp. Po wykonaniu czynności wszystkie metalowe części smaruje się lekko smarem karabinowym lub armatnim. Do czyszczenia używa się zwykle wycioru, przecieracza, szczoteczki, klucza wkrętaka, olejarki dwuwylotowej, przybornika  który służy jako rękojeść wycioru, pokrywy przybornika służącej za ochraniacz wylotu lufy. Stosuje się również komplet drewienek umożliwiających czyszczenie trudno dostępnych powierzchni broni.